# Beto Simas
Luiz Alberto Nunan Simas (São Paulo, 21 de julho de 1962), mais conhecido como Beto Simas ou Mestre Boneco, é um capoeirista e ator brasileiro. É pai dos atores Rodrigo Simas e Felipe Simas e padrasto do também ator Bruno Gissoni.

## Carreira
Foi professor de capoeira da atriz Halle Berry, quando esta se preparava para o papel de Mulher-Gato no filme de 2004 Catwoman. É um dos fundadores do Grupo Capoeira Brasil, criado em Niterói em janeiro de 1989. Como ator, fez o papel de personagens como "Nhaepepô", do filme Hans Staden em 1999, "Júlio" de Malhação em 1996 e "Hugo" em Malhação em 1998. No Carnaval, é lembrado como o Adão da Mocidade Independente de Padre Miguel em fevereiro de 1996.

## Filmografia

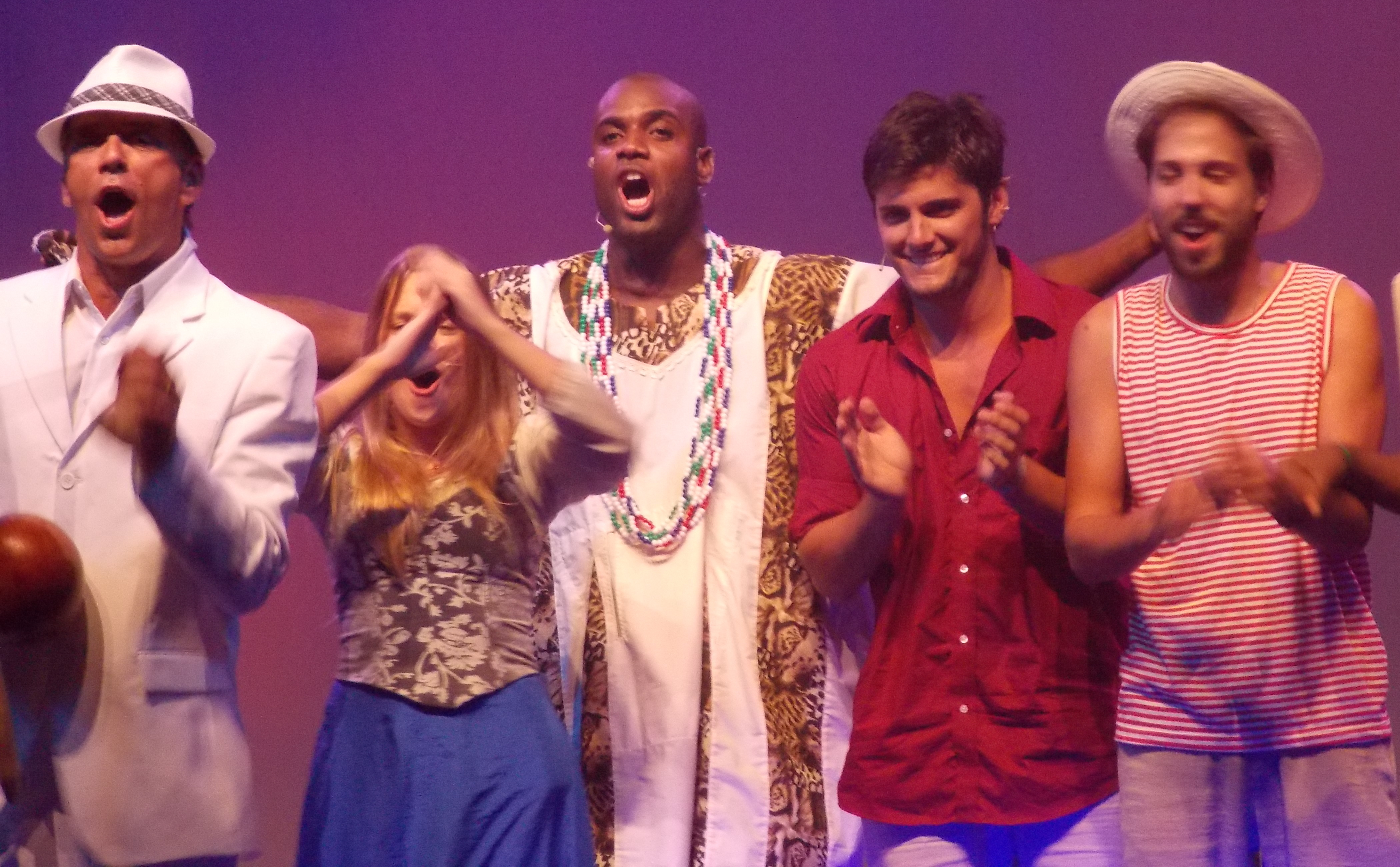
Elenco da peça Romeu na Roda após apresentação em 2013 (da esquerda para a direita Simas, Daniela Carvalho, Bruno Gissoni, Rafael Zulu e Rael Barja)

### Televisão
| Ano  | Título                       | Personagem         | Notas                         |
| ---- | ---------------------------- | ------------------ | ----------------------------- |
| 1981 | Os Adolescentes              | Guilherme          |                               |
| 1992 | Despedida de Solteiro        | Capoeirista        | Episódio: "19 de novembro"    |
| 1994 | A Viagem                     | Laerte             | Episódio: "9 de maio"         |
| 1994 | Você Decide                  | Tito               | Episódio: "A Vida Não Acabou" |
| 1995 | Malhação                     | Herman             | Participação: Temporada 1     |
| 1995 | Cara & Coroa                 | Nestor             | Episódio: "22 de agosto"      |
| 1996 | Malhação                     | Júlio              | Temporada 2                   |
| 1997 | Caça Talentos                | Pedrinho Estampa   | Episódio: "Batons Mágicos"    |
| 1997 | Você Decide                  | Gustavo            | Episódio: "Striptease"        |
| 1998 | Malhação                     | Hugo               | Participação: Temporada 4     |
| 1998 | Torre de Babel               | Guga               |                               |
| 2015 | Malhação: Seu Lugar no Mundo | Mestre de Capoeira | Episódio: "12 de dezembro"    |

### Cinema
| Ano  | Título      | Personagem | Notas |
| ---- | ----------- | ---------- | ----- |
| 1999 | Hans Staden | Nhaepepô   |       |